# Bao Xishun

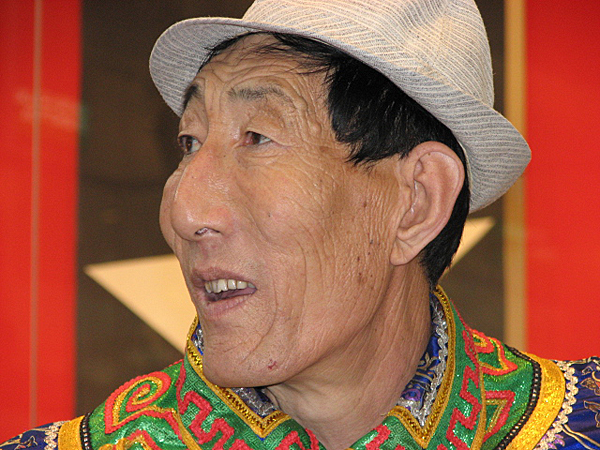
Bao in Stockholm, 2006

Bao Xishun, ook aangeduid als Bao Xi Shun, Volksrepubliek China 1951, is met een lengte van 2,36 m de op een na langste in leven zijnde man. Bao Xishun komt uit Binnen-Mongolië, is daar herder en woont in Chifeng.
Hij werd op 15 januari 2006 officieel door het Guinness Book of Records erkend als de langste in leven zijnde man, maar Leonid Stadnyk uit Oekraïne werd op 9 augustus 2007 met 2,57 m langer. Stadnyk weigerde in 2008 zich opnieuw te laten meten, wat volgens de nieuwe regels van het Guinness comité betekende dat Bao Xishun weer als de langste man werd gerekend. Sultan Kösen uit Turkije is sinds 16 september 2009 weer nog langer dan Bao Xishun.
Bao Xishun kwam in december 2006 in het nieuws, omdat hij met zijn lange armen plastic uit de magen van twee dolfijnen had gehaald, die dat hadden ingeslikt dat in hun aquarium in de Chinese stad Fushun dreef.